# Bálsamo Oriental
Bálsamo Oriental är en ort i Honduras. Den ligger i kommunen Olanchito som tillhör departementet Yoro, 180 km nordost om huvudstaden Tegucigalpa. Antalet invånare var 1 615 enligt en mätning utförd 2013.